# Gustav Kašpar
Gustav Kašpar (6. května 1882 Uhříněves – 1944 Brandenburg) byl československý legionář, odbojář z období druhé světové války a oběť nacismu.

## Život

### První světová válka
Gustav Kašpar se narodil 6. května 1882 v Uhříněvsi (dnes součást Prahy). Vystudoval obchodní školu. Po vypuknutí první světové války byl povolán do c. a k. armády a odeslán bojovat na ruskou frontu. Dne 30. listopadu 1914 padl v Karpatech do zajetí. Přihlásil se do Československých legií, kam byl zařazen 28. června 1918. Absolvoval sibiřskou anabázi a v roce 1920 se vrátil do Československa v hodnosti desátníka.

### Mezi světovými válkami
Gustav Kašpar po skončení první světové války v armádní službě nepokračoval. Vypracoval se na pozici účetního v uherskobrodském pivovaru. Byl členem Sokola a Československé obce legionářské.

### Druhá světová válka
Po německé okupaci v březnu 1939 vstoupil Gustav Kašpar do protinacistického odboje v řadách Obrany národa. Působil jako spojka na pražské ústředí a spolupodílel se na organizaci ilegálních přechodů československých vojáků a letců na Slovensko. Na tomto spolupracoval zejména se sládkem Františkem Měšťanem a uherskobrodským drogistou Františkem Frajtem. Za svou činnost byl 5. března 1942 zatčen gestapem a postupně vyslýchán a vězněn v Uherském Hradišti, Brně, Mírově, Breslau a Brandenburgu. Ve zdejší káznici v roce 1944 zahynul.

## Rodina
Dcerou Gustava Kašpara byla Libuše vdaná Skoumalová narozená v roce 1909. Jeho zeť pedagog přerovského gymnázia František Skoumal byl rovněž protinacistickým odbojářem zahynuvším v roce 1942 v koncentračním táboře v Auschwitzu.

## Posmrtná ocenění
- V poválečném období nesla jméno Gustava Kašpara uherskobrodská organizace Československé obce legionářské